# Granary Burying Ground

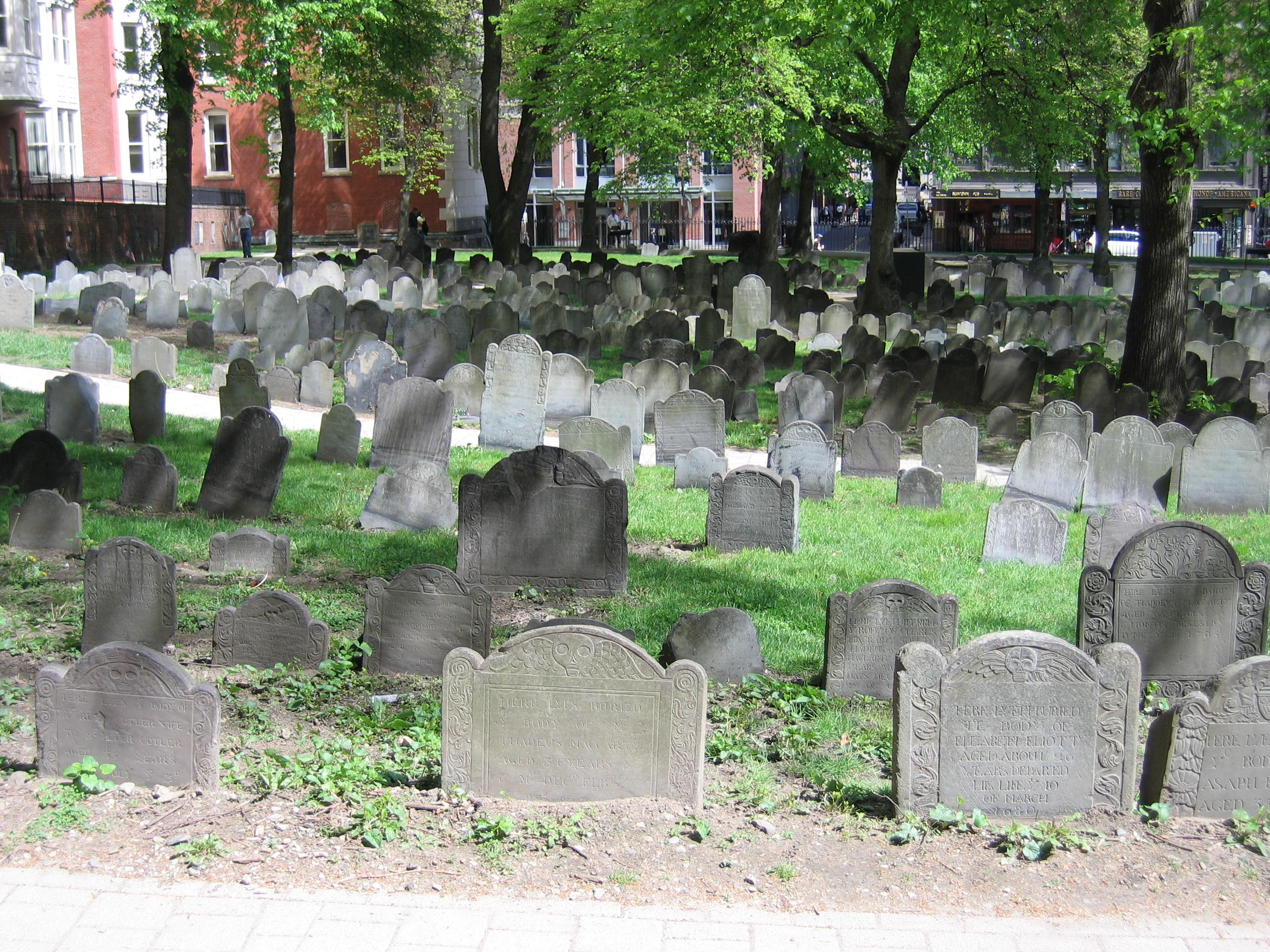
Grabreihen auf dem Granary Burying Ground

Der im Jahr 1660 an der Tremont Street gegründete Granary Burying Ground ist der drittälteste Friedhof der Stadt Boston im Bundesstaat Massachusetts in den Vereinigten Staaten. Dort sind viele bekannte Persönlichkeiten begraben, unter anderem bedeutende Kämpfer im Amerikanischen Unabhängigkeitskrieg, drei Unterzeichner der Unabhängigkeitserklärung der Vereinigten Staaten, Paul Revere sowie fünf Opfer des Massakers von Boston. Auf dem Friedhof gibt es insgesamt 2.345 Gräber, jedoch vermuten Historiker, dass mindestens 5.000 Personen dort begraben wurden. Der Granary Burying Ground liegt direkt neben der Park Street Church und gegenüber der Suffolk University Law School. Der Granary Burying Ground ist Bestandteil des Freedom Trail.
Das Eingangstor im Egyptian-Revival-Stil sowie der den Friedhof umgebende Zaun wurde vom Bostoner Architekten Isaiah Rogers (1810–1849) entworfen, der bereits ein identisches Tor für den Touro Cemetery in Newport entwickelt hatte.

## Geschichte

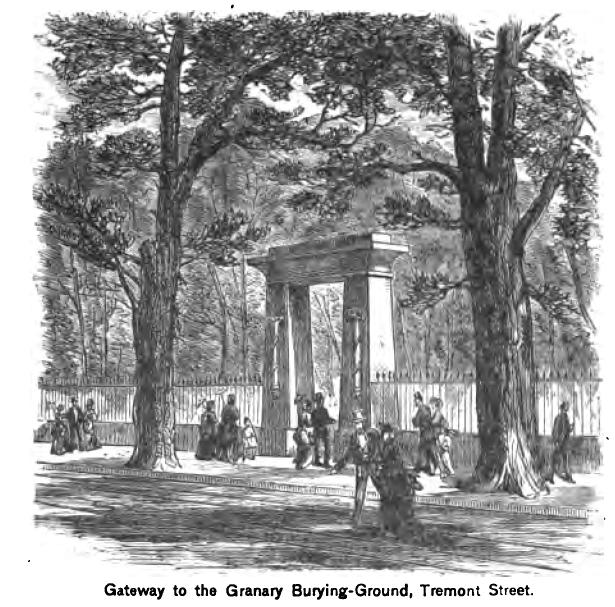
Der Eingang zum Granary Burying Ground, ca. 1881, mit den heute fehlenden europäischen Ulmen

Der Granary Burying Ground wurde im Jahr 1660 als dritter Friedhof der Stadt Boston eingerichtet. Der Bedarf eines weiteren Friedhofs ergab sich aus dem Umstand, dass das Gelände des ersten Friedhofs der Stadt – des etwa einen Block weiter östlich liegenden King’s Chapel Burying Ground – nicht mehr ausreichte, um der wachsenden Bevölkerung in Boston ausreichend Rechnung zu tragen. Ursprünglich war der Name des Friedhofs South Burying Ground. Diese Bezeichnung wurde 1737 in Granary Burying Ground geändert, indem der Friedhof den Namen des Kornspeichers (Granary Building) annahm, das sich dort befand, wo heute die Park Street Church steht. Im Mai 1830 wurden Bäume auf dem Gelände gepflanzt und ein Versuch zur Umbenennung in Franklin Cemetery zu Ehren der Familie von Benjamin Franklin unternommen, der jedoch fehlschlug.
Der Granary Burying Ground war ursprünglich Teil des Boston Common, der zu dieser Zeit den gesamten Block umfasste. Allerdings wurde zwei Jahre nach der Einrichtung des Friedhofs der südwestliche Teil des Common zur Errichtung von öffentlichen Gebäuden verwendet, wozu der Kornspeicher und ein House of correction zählten. Der nördliche Teil des Blocks wurde für die Errichtung von Wohnhäusern genutzt.
Zu Beginn wurden neue Gräber an der Rückseite des heutigen Grundstücks platziert. Am 15. Mai 1717 wurde ein Antrag bewilligt, den Friedhof zu vergrößern und dafür einen Teil des Highways auf der östlichen Seite (die heutige Tremont Street) aufzugeben. 1720 wurde die Ausweitung umgesetzt, als 15 neue Grabstätten auf dem neuen Teil erstellt und einer Reihe Bostoner Familien zugewiesen wurden.
Eines der prägnantesten Merkmale des Friedhofs war eine Reihe großer europäischer Ulmen, die an der Tremont Street entlang standen und heute nicht mehr existieren. Die Bäume wurden 1762 vom damaligen Bürgermeister der Stadt Adino Paddock gemeinsam mit John Ballard gepflanzt und hatten 1856 bereits 10 ft (3 m) Stammumfang erreicht. Der Fußweg unterhalb der Ulmen war als Paddock's Mall bekannt. Die Ulmen beschatteten jedoch nur den Eingangsbereich des Friedhofs, da auf der Fläche ansonsten kein einziger Baum stand. Erst 1830 wurden weitere Bäume über das Gelände verteilt angepflanzt. Im Jahr 1840 erfolgte die Umgrenzung des Friedhofs durch einen eisernen Zaun mit Kosten von 5.000 US-Dollar, die jeweils zur Hälfte von der Stadt Boston und durch Spenden getragen wurden. Der Architekt Isaiah Rogers entwarf ein identisches Eingangstor im Egyptian-Revival-Stil für das Touro Cemetery in Newport.
Im Januar 2009 wurde eine bisher unbekannte Krypta entdeckt, als eine Touristin während einer selbst geführten Tour über den Friedhof unvermittelt durch den Boden brach. Unter ihr kam eine Treppe zum Vorschein, die zu einer Krypta führte. Der Zugang war lediglich mit einer Schieferplatte verschlossen gewesen, die unter dem Gewicht der Touristin altersbedingt nachgab. Glücklicherweise blieben sowohl die Touristin unverletzt als auch jegliche sterblichen Überreste unangetastet. Die Krypta wird als strukturell intakt und mit einer Ausdehnung von 8 ft (2 m) mal 12 ft (4 m) beschrieben. Es wird vermutet, dass sie die Ruhestätte von Jonathan Armitage beinhaltet, der von 1732 bis 1733 Bostoner Stadtrat war.
Im Mai 2011 kündigte die Stadt Boston umfangreiche Restaurierungsmaßnahmen in Höhe von 300.000 US-Dollar für den Granary Burying Ground an. Dazu gehören auch die Verbreiterung von Wegen und die Bereitstellung neuer Beobachtungspunkte. 125.000 Dollar kommen dafür von der Freedom Trail Foundation, die Stadt übernimmt den restlichen Betrag.

## Gedenkstätten und Monumente

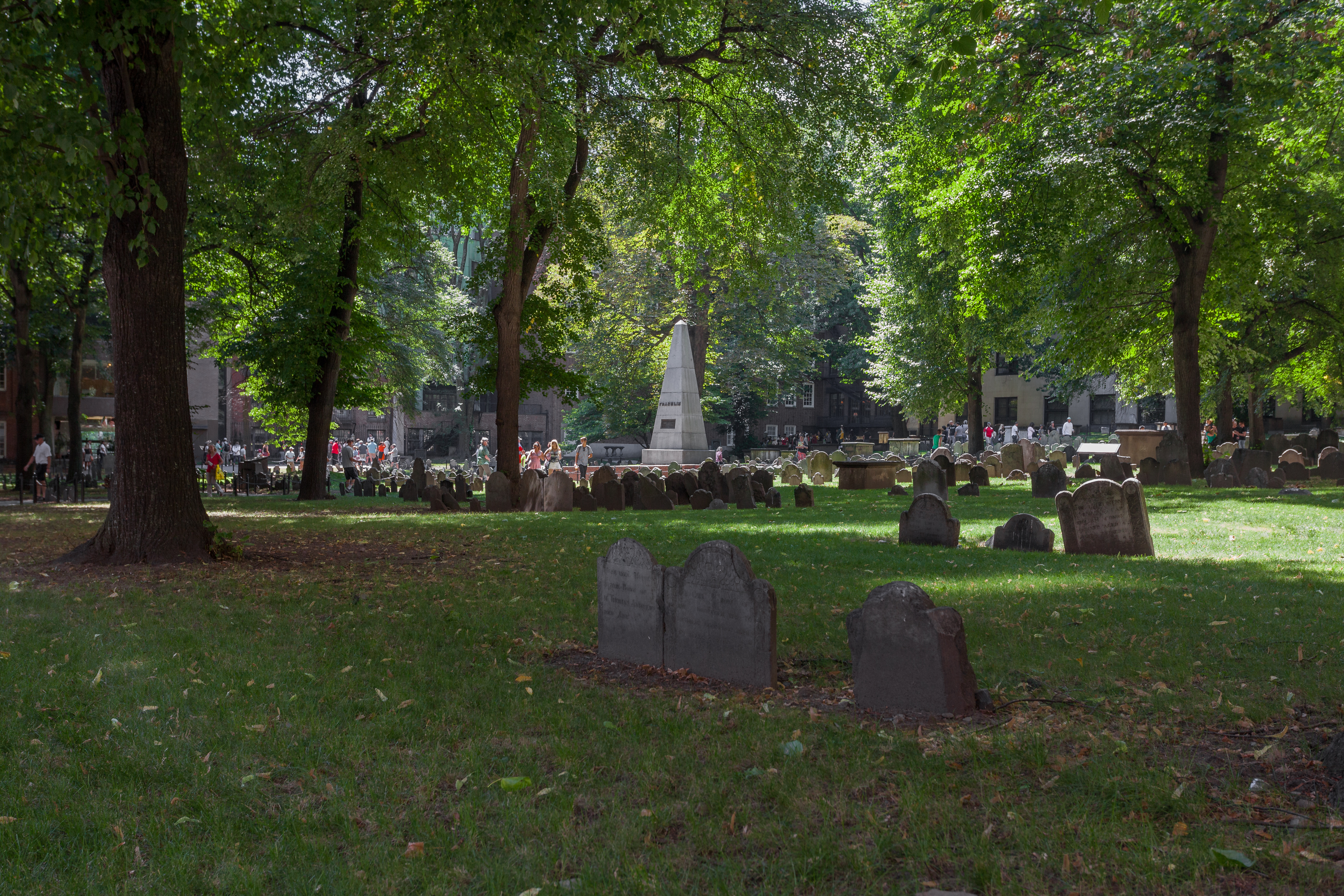
Blick über den Friedhof mit dem Obelisk

An prominenter Stelle auf dem Friedhof befindet sich ein Obelisk aus dem Jahr 1827, der den Eltern und Angehörigen von Benjamin Franklin gewidmet ist, der in Boston geboren und in Philadelphia begraben wurde. Der Granit des Obelisken stammt aus dem gleichen Steinbruch wie der, aus dem das Bunker Hill Monument geschlagen wurde. Das Denkmal wurde errichtet, um die originalen Grabsteine der Franklin-Familie zu ersetzen, die in sehr schlechtem Zustand waren, und am 15. Juni 1827 eingeweiht.
Die älteste Gedenkstätte auf dem Friedhof befindet sich in der Nähe des Obelisken und erinnert an John Wakefield, der im Alter von 52 Jahren am 18. Juni 1667 starb. Warum es eine Lücke von sieben Jahren zwischen der Einweihung des Friedhofs und der ältesten Gedenkstätte gibt, ist unbekannt. In der Nähe des Eingangs an der Tremont Street befinden sich die zu Asche verbrannten sterblichen Überreste der amerikanischen Opfer des Boston Massakers, das sich am 5. März 1770 ereignete.
Während des 19. Jahrhunderts wurden die Grabsteine sukzessive umgesetzt, um nach dem Ordnungsverständnis der damaligen Zeit exakte Reihen zu bilden. Ein weiterer Zweck war die Vereinfachung des Rasenmähens mittels moderner Geräte.

## Grabstätten bekannter Persönlichkeiten
- John Phillips (1770–1823) – Erster Bürgermeister der Stadt Boston
- Samuel Adams (1722–1803) – Staatsmann und Unterzeichner der Unabhängigkeitserklärung der Vereinigten Staaten
- Crispus Attucks (1723–1770) – Afroamerikanisches Opfer des Massakers von Boston. In einem Massengrab gemeinsam mit vier weiteren Opfern und einem Jungen, der elf Tage zuvor getötet worden war.
- Peter Faneuil (1700–1743) – Stifter der Faneuil Hall
- Mitglieder der Familie von Benjamin Franklin, aber nicht er selbst (Franklin ist in Philadelphia, Pennsylvania begraben).
- Mary Goose (1665–1758) – Die vermutlich echte Mother Goose, was jedoch als unwahrscheinlich angesehen wird.[10]
- Jeremiah Gridley (1702–1767) – Rechtsanwalt
- John Hancock (1737–1793) – Staatsmann und Unterzeichner der Unabhängigkeitserklärung der Vereinigten Staaten
- James Otis Jr. (1725–1783) – Rechtsanwalt und Patriot im Amerikanischen Unabhängigkeitskrieg
- Robert Treat Paine (1731–1814) – Unterzeichner der Unabhängigkeitserklärung der Vereinigten Staaten
- Paul Revere (1735–1818) – Silberschmied und Patriot im Amerikanischen Unabhängigkeitskrieg
- Increase Sumner (1746–1799) – Dritter Gouverneur von Massachusetts
- Nathan Webb (1705–1772) – Pastor der ersten neuen kongregationalistischen Kirche in Massachusetts während der Periode des Great Awakening für über 41 Jahre
- Benjamin Woodbridge (1708–1728) – Opfer des ersten Duells, das in Boston ausgefochten wurde[11]
- Samuel Sewall (1652–1730) – Richter der Hexenprozesse von Salem
- John Smibert (1688–1751) – Schottisch-Amerikanischer Künstler
- John Endecott (ca. 1588–1665) – Erster Gouverneur von Massachusetts. Sein Grabstein wurde im Verlauf der Jahre zerstört und so glaubte man lange Zeit irrtümlicherweise, dass er auf dem Friedhof King’s Chapel Burying Ground begraben sei. In jüngerer Vergangenheit fand man jedoch eindeutige Hinweise darauf, dass er im Grab Nr. 189 auf dem Granary Burying Ground beigesetzt wurde.

## Bildergalerie

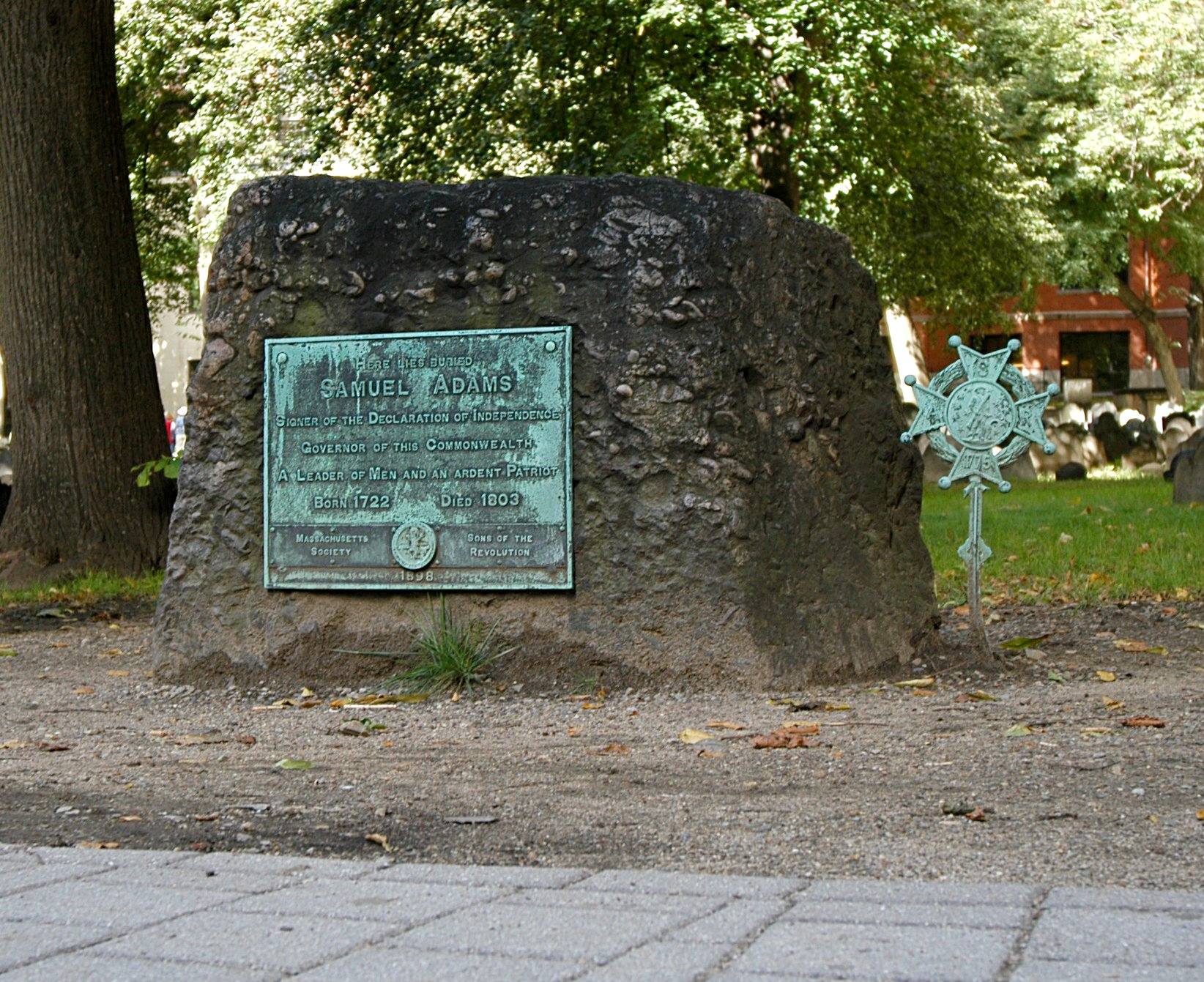
Grab von Samuel Adams.
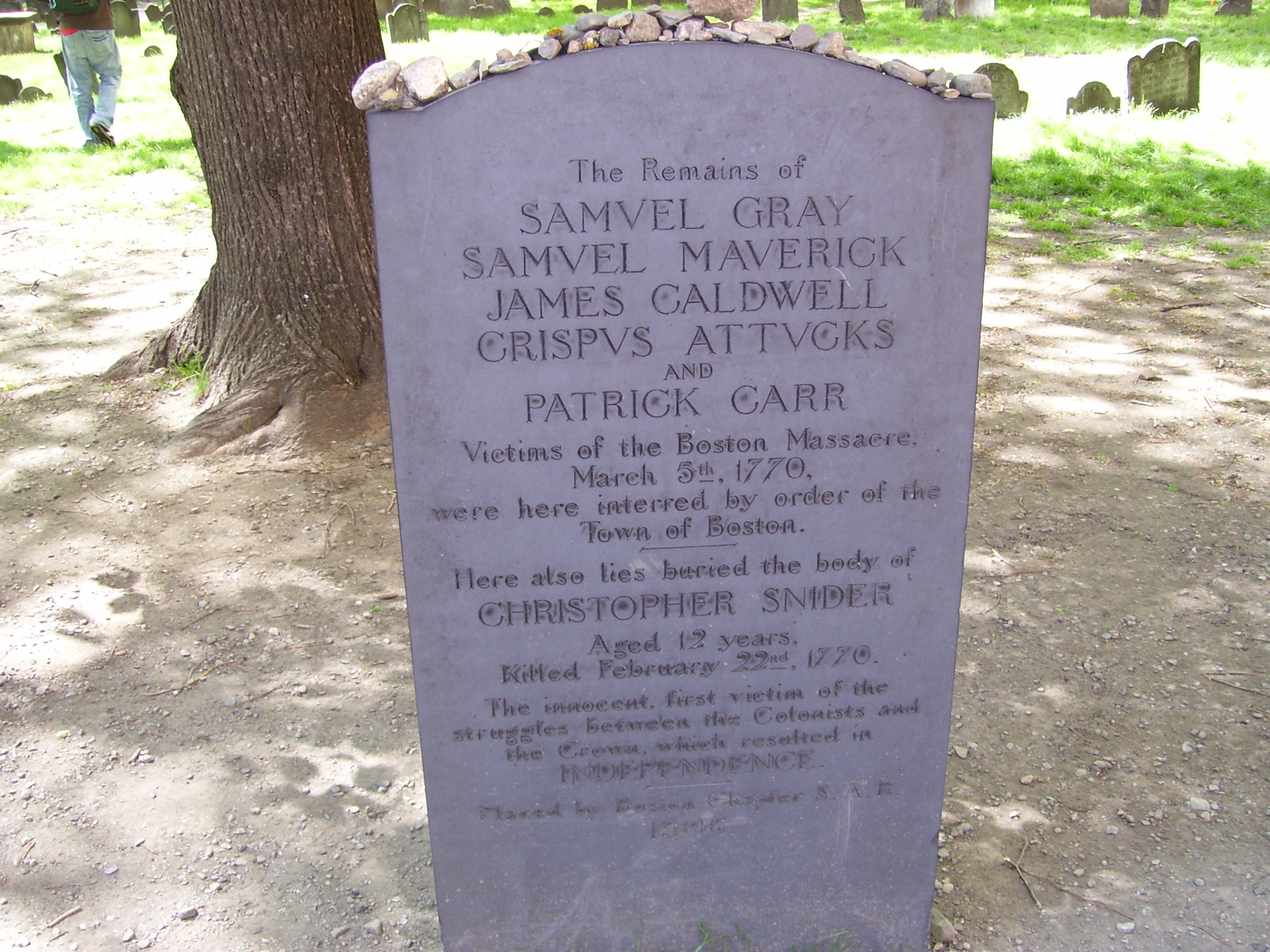
Grab von Crispus Attucks, Christopher Sider und anderen Opfern des Massakers von Boston
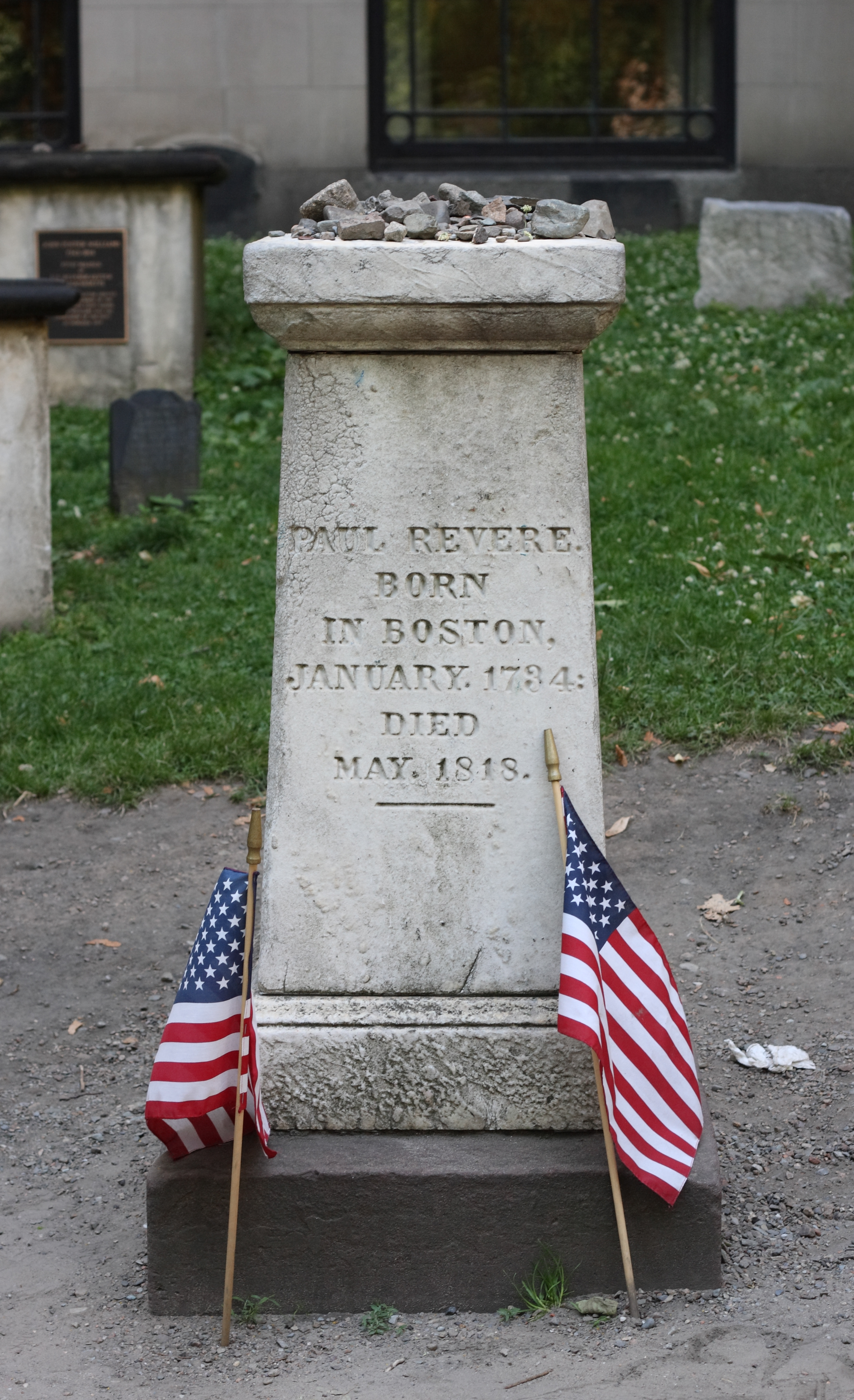
Grab von Paul Revere.
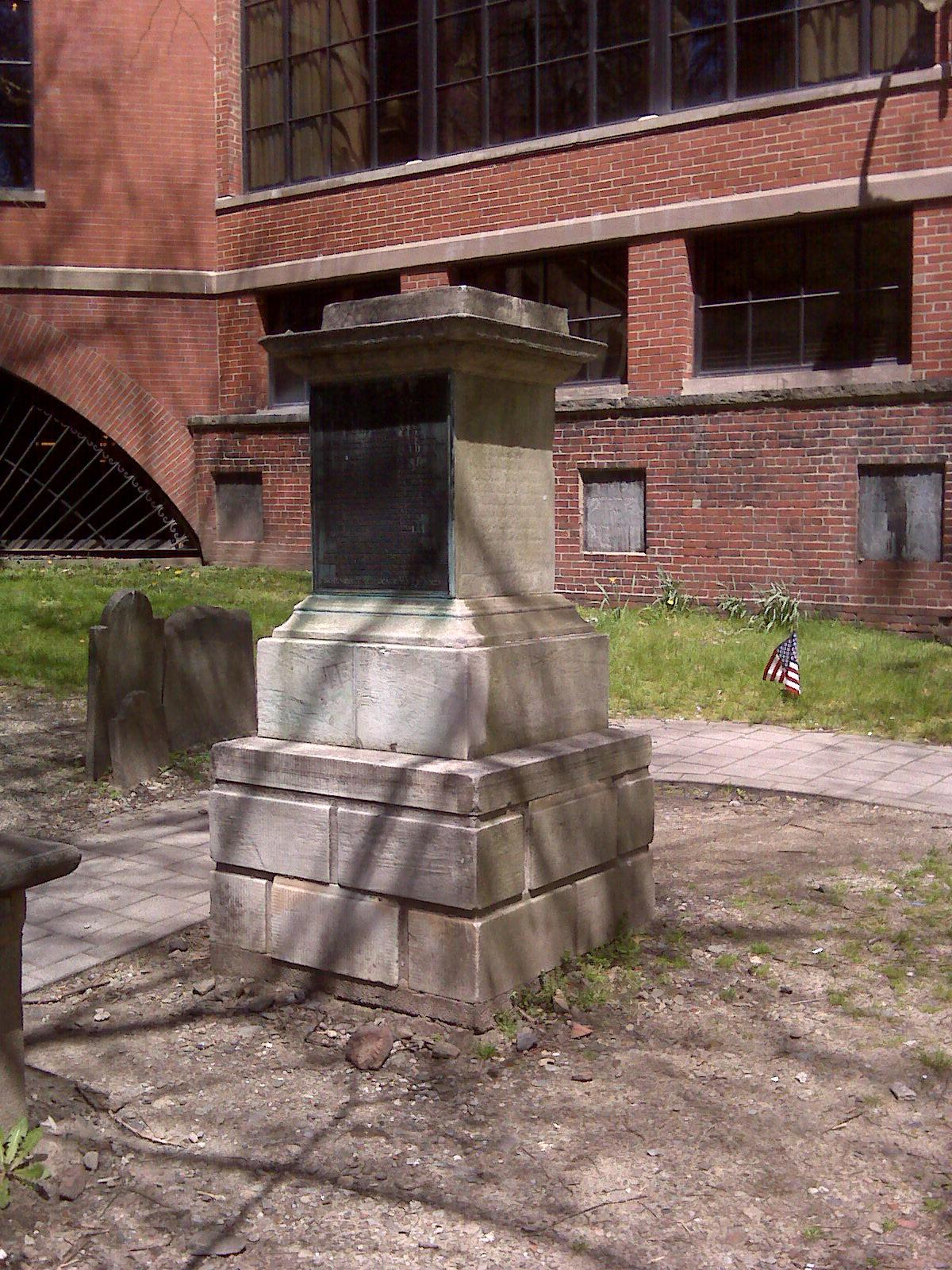
Grab von Increase Sumner, dem dritten und fünften Gouverneur von Massachusetts.
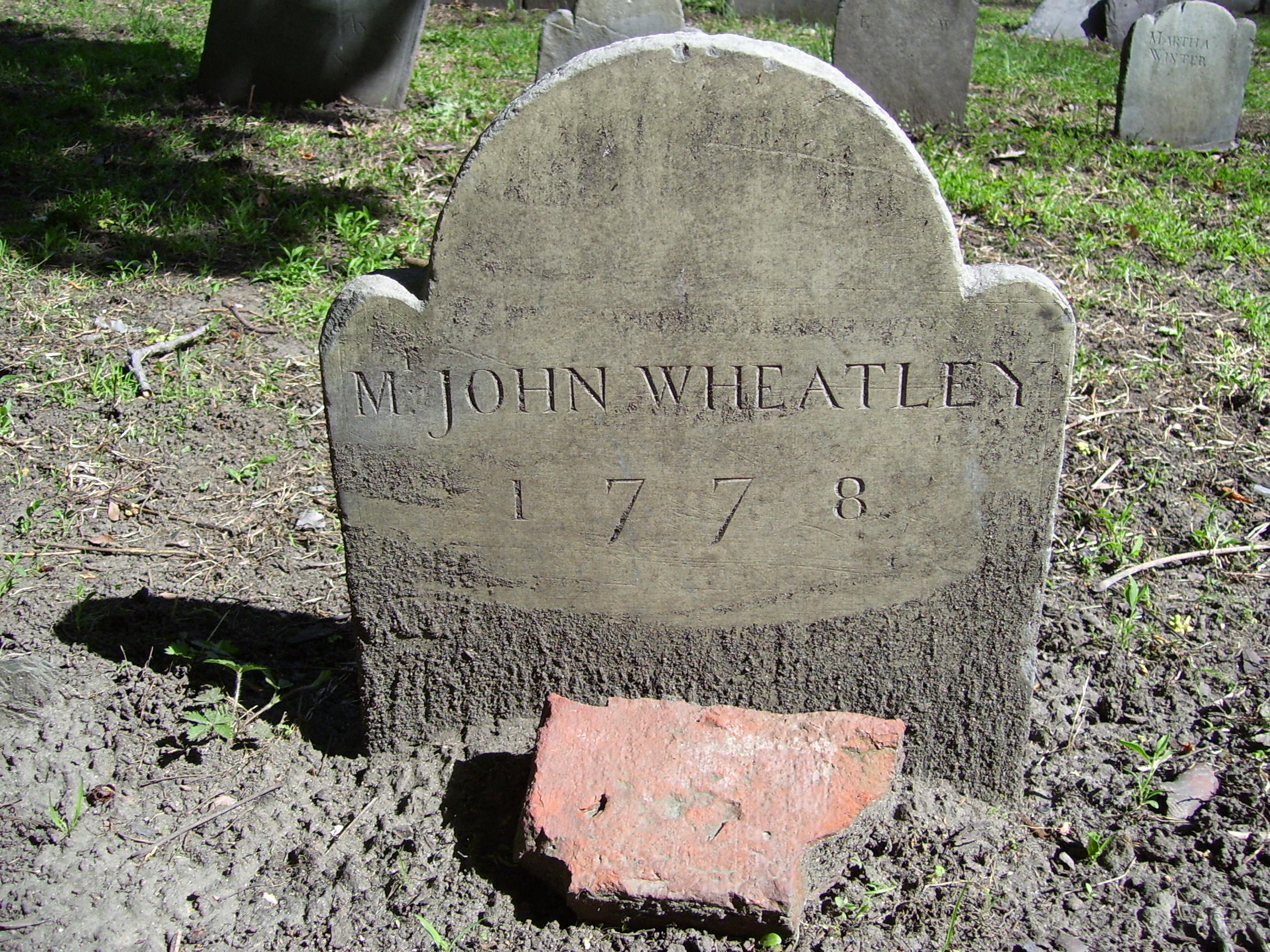
Grab von John Wheatley, Besitzer von Phillis Wheatley.

## Monographien
- Nathaniel Bradstreet Shurtleff: A topographical and historical description of Boston. Printed by request of the City Council, Boston 1871, OCLC 4422090, S. 210–226 (Online in der Google-Buchsuche).